# مونیگا دل گاردا
مونیگا دل گاردا (به ایتالیایی: Moniga del Garda) یک کومونه در ایتالیا است که در استان برشا واقع شده‌است. مونیگا دل گاردا ۱۴٫۶۵ کیلومتر مربع مساحت و ۲٬۴۹۳ نفر جمعیت دارد و ۱۲۵ متر بالاتر از سطح دریا واقع شده‌است.